# Cimetière juif de Flehingen
Le cimetière juif de Flehingen (en allemand : jüdischer Friedhof Flehingen) est un cimetière dédié aux Juifs situé à Flehingen, un bourg de la commune d'Oberderdingen, dans le Land de Bade-Wurtemberg en Allemagne. Il est protégé au titre de monument culturel.

## Description
Le cimetière se trouve sur une pente raide de la Gochsheimer Straße, à la sortie de Flehingen en direction de Gochsheim (de), au lieu-dit Judenbegräbnis,. Il occupe la parcelle 2300 et s'étend sur 39,35 ares.
Le cimetière est construit en 1688 et compte 296 sépultures, dont la plus ancienne date de 1709 et la plus récente de 1939. Le cimetière abrite des morts des communautés juives de Flehingen, Bauerbach (de), Gochsheim et Eppingen.
Cinq tombes datées d'environ 1900 ont été sculptées par l'atelier de Ludwig Christof Mettle à Bretten.

## Histoire
Au cours de son histoire, le cimetière est agrandi plusieurs fois. Le dernier agrandissement date de 1926. La dernière personne y est inhumée en 1939. 
Le cimetière juif de Flehingen est profané en 1985 puis en 1986,.